# Primera División (Uruguay) 1954
Die Saison 1954 der Primera División war die 51. Spielzeit (die 23. der professionellen Ära) der höchsten uruguayischen Spielklasse im Fußball der Männer, der Primera División.
Die Primera División bestand in der Meisterschaftssaison des Jahres 1954 aus zehn Vereinen, deren Mannschaften in den insgesamt 90 Meisterschaftsspielen jeweils zweimal aufeinandertrafen. Es fanden 18 Spieltage statt. Die Meisterschaft gewann Peñarol Montevideo als Tabellenerster vor Nacional Montevideo und dem Danubio FC als Zweitem und Drittem der Saisonabschlusstabelle. Als Tabellenletzter stieg der Club Sportivo Miramar aus der Primera División in die Segunda División ab. Torschützenkönig wurde mit zwölf Treffern Juan Romay.

## Jahrestabelle
| Pl. | Verein                    | Sp. | S  | U | N  | Tore    | Diff. | Punkte |
| --- | ------------------------- | --- | -- | - | -- | ------- | ----- | ------ |
| 1.  | Peñarol Montevideo (M)    | 18  | 14 | 4 | 0  | 049:110 | +38   | 32     |
| 2.  | Nacional Montevideo       | 18  | 9  | 4 | 5  | 034:170 | +17   | 22     |
| 3.  | Danubio FC                | 18  | 9  | 4 | 5  | 029:230 | +6    | 22     |
| 4.  | Rampla Juniors            | 18  | 7  | 5 | 6  | 025:260 | −1    | 19     |
| 5.  | Club Atlético Defensor    | 18  | 6  | 6 | 6  | 025:270 | −2    | 18     |
| 6.  | CA Cerro                  | 18  | 6  | 5 | 7  | 021:260 | −5    | 17     |
| 7.  | Liverpool FC              | 18  | 5  | 7 | 6  | 025:340 | −9    | 17     |
| 8.  | River Plate               | 18  | 4  | 8 | 6  | 020:290 | −9    | 16     |
| 9.  | Montevideo Wanderers      | 18  | 2  | 6 | 10 | 017:290 | −12   | 10     |
| 10. | Club Sportivo Miramar (N) | 18  | 1  | 5 | 12 | 019:420 | −23   | 07     |

| (M) | Meister der vorangegangenen Saison  |
| (N) | Aufsteiger aus der Segunda División |